# Navire auxiliaire italien Olterra
Campagnes d'Afrique, du Moyen-Orient et de Méditerranée (1940-1945)
Batailles
1940
- Vado
- Siège de Malte
- Club Run
- Convoi Espero
- Mers el-Kébir
- Punta Stilo
- Cap Spada
- Hurry
- Cap Passero
- MB.8
- Tarente
- Détroit d'Otrante
- White
- Cap Teulada

1941
- Excess
- Convoi AN 14
- Grog
- Abstention
- Baie de La Sude
- Cap Matapan
- Îles Kerkennah
- Crète
- Galite
- Substance
- Halberd
- Convoi Duisburg
- Cap Bon
- Syrte (1941)
- Rade d'Alexandrie

1942
- Syrte (1942)
- Calendar
- Bowery
- Albumen
- Harpoon
- Vigorous
- Pedestal
- Agreement
- Torch
- Stoneage
- Sabordage de la flotte française à Toulon
- Portcullis
- Banc de Skerki
- Olterra (navire auxiliaire)
- Raid sur Alger

1943
- Zouara
- Convoi de Cigno
- Convoi de Campobasso
- Corkscrew
- Husky
- Gela
- Scylla
- Pietracorbara
- Dodécanèse
  - Rhodes
  - Leros
  - Kos
- Convoi KMF-25A

1944
- Ist
- Raid sur Santorin
- Raid sur Symi
- Port-Cros
- La Ciotat
- Île de Pag

1945
Mer Ligure
- Convois alliés
  - convois de Malte
- Campagne des U-boote
- Campagne adriatique

L' Olterra était un navire-citerne utilisé pendant la Seconde Guerre mondiale par la Regia Marina dans certaines opérations de la Xe Flottiglia MAS contre la base navale britannique de Gibraltar pendant la campagne de la Méditerranée.
Le navire, initialement utilisé pour le trafic commercial entre l'Espagne et le royaume d'Italie, avec l'entrée en guerre de ce dernier a été sabordé le 10 juin 1940, près du port espagnol d'Algésiras afin de ne pas tomber aux mains des Alliés. Mais par la suite, avec le consentement tacite des autorités espagnoles, il a été transformé en base secrète dans laquelle étaient montées des torpilles lentes (Siluro a Lenta Corsa-SLC) destinées à attaquer les navires amarrés à Gibraltar.

## Construction et début de carrière
Ce navire a commencé sa vie en tant que pétrolier Osage. Il a été construit en 1913 par Palmers Ship Building et Iron Co Ltd, Tyneside au Royaume-Uni, pour une société allemande. Il a été vendu à la Standard Oil Co à New York en 1914 et rebaptisé Baton Rouge. En 1925, il fut de nouveau vendu à l' European Shipping Co. Ltd de Londres et renommé Olterra, puis passa entre les mains de la British Oil Shipping Co. Ltd et, en 1930, fut acheté par Andrea Zanchi à Gênes. 
Le 10 juin 1940, lorsque l'Italie entre dans la Seconde Guerre mondiale en déclarant la guerre à la France et au Royaume-Uni, le navire se retrouve dans la baie de Gibraltar au large d'Algésiras en Espagne. Il a été saboté et partiellement coulé par des commandos britanniques ce jour-là.

## Opérations précédentes

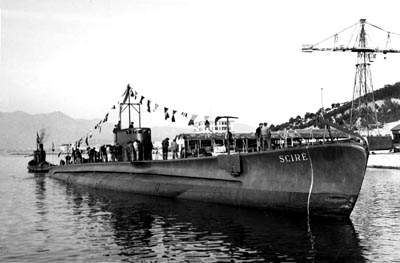
Sous-marin Scirè

Du 24 septembre 1940 au 15 septembre 1942, il y eut six assauts sous-marins italiens sur Gibraltar. Trois d'entre eux ont entraîné la destruction ou le naufrage d'un certain nombre de cargos alliés d'un tonnage total d'environ 40 000 tonnes.  
Trois d'entre eux ont été exécutés par des torpilles humaines lancées depuis le sous-marin Scirè commandé par Junio Valerio Borghese et les deux autres étaient l'œuvre de nageurs de combat.
- 24 septembre 1940 : Le sous-marin Scirè emporte trois torpilles humaines et huit membres d'équipage pour attaquer la flotte britannique de Gibraltar. L'attaque fut annulée  car la flotte britannique avait quitté Gibraltar avant que le Sciré ne puisse se mettre en position.
- 21 octobre 1940 : Les torpilles humaines entrent dans le port de Gibraltar mais n’endommagent aucun navire. Deux des membres d'équipage furent capturés et les six autres s’enfuirent vers l'Espagne.
- 25 mai 1942 : Le raid  échoua car il n'y avait plus de navires de guerre à Gibraltar.
- 10 septembre 1941 : Deux navires-citernes, le Denbydale et le Fiona Shell, et un cargo, le Durham sont coulés.

Durant l'une de ses missions, le 10 août 1942, le Scirè est coulé par des charges larguées par un chalutier armé britannique, le HMS Islay dans la baie de Haïfa à environ 11 km du port.

## Base secrète de la Decima Flottiglia MAS

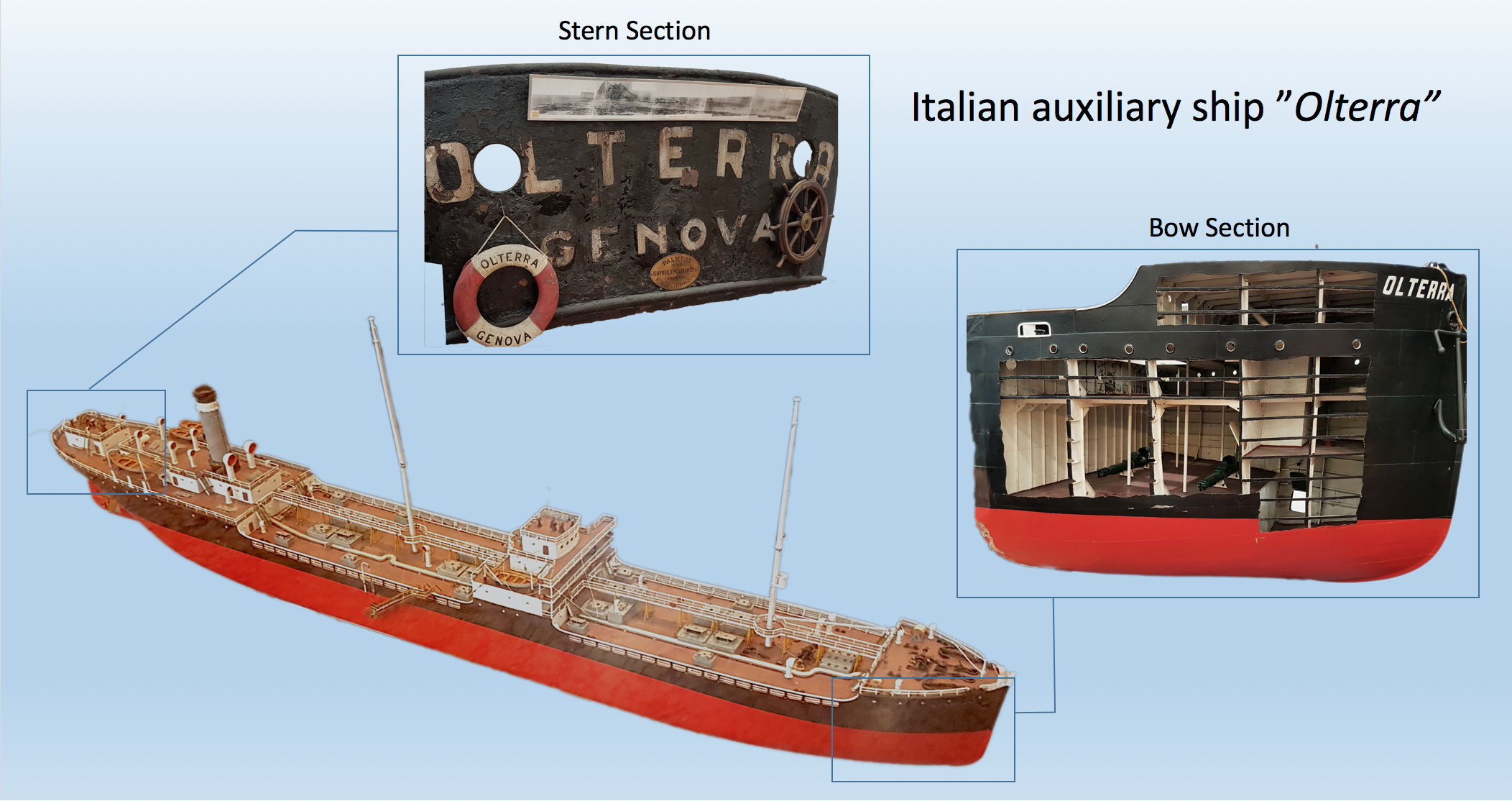
Vue de la base secrète Olterra

Un peu moins de deux ans plus tard, l'idée est venue à Antonio Ramognino, un technicien Piaggio incorporé dans la Xe Flottiglia MAS, de remettre Olterra en état et le réutiliser comme base secrète de l'armée italienne grâce au soutien des autorités espagnoles, compte tenu de la position stratégique proche de Gibraltar afin de surprendre les navires britanniques situés dans la base navale. Il a été décidé que la Decima MAS s'en servirait comme base d'attaques contre des navires en rade et dans le port de Gibraltar, car le transport avec le sous-marin Scirè comme véhicule d'approche était devenu trop risqué, en raison de la surveillance accrue de la Royal Navy après les missions précédentes du sous-marin. 

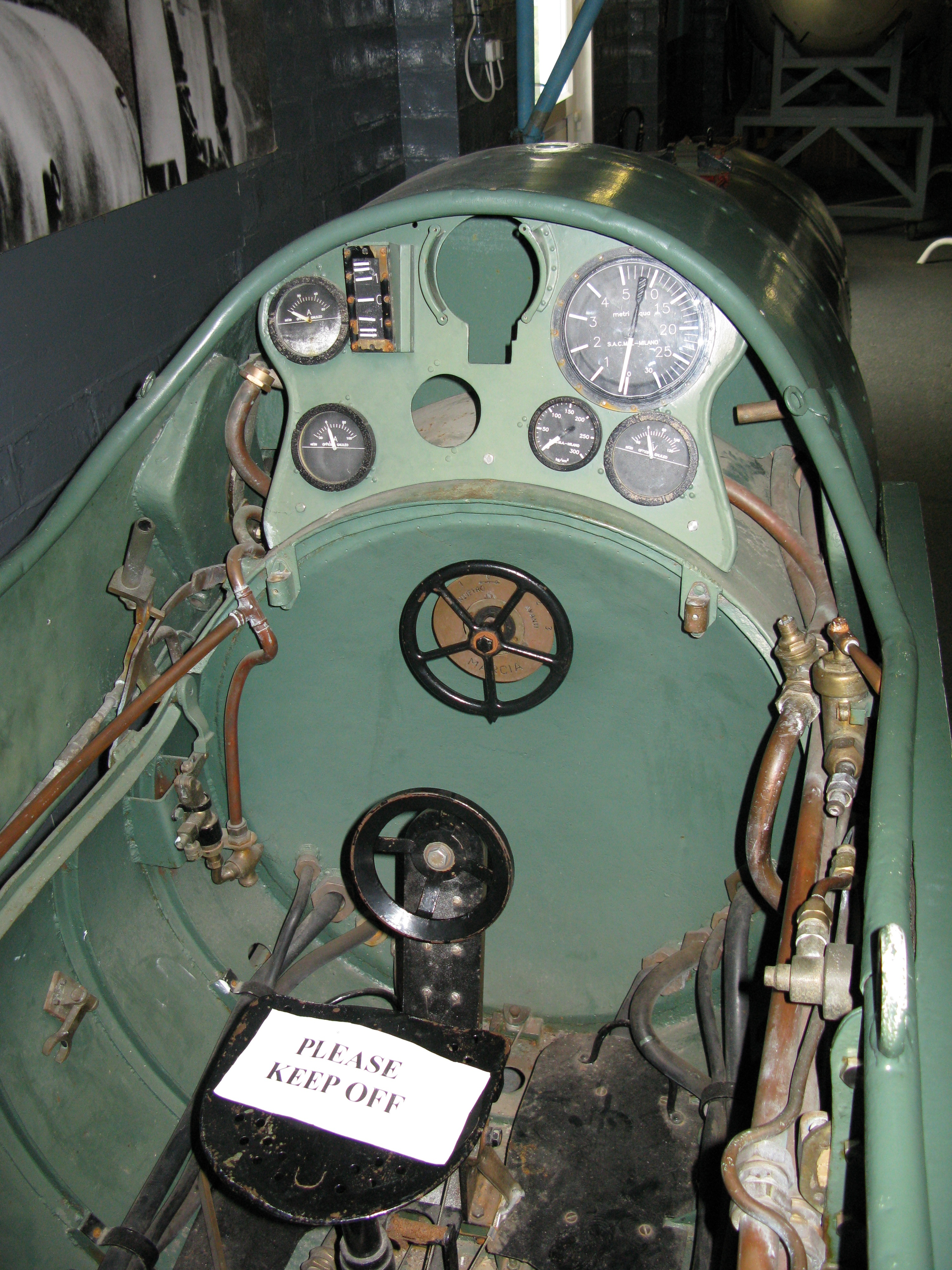
Cockpit d'un maiale

Les premiers composants du navire sont envoyés en Espagne à Cadix, où le pétrolier italien Fulgor était présent, puis de là secrètement sur Olterra. Ainsi, à partir de juillet 1942, les opérations des nageurs de combat partent du navire avec l'aide de l'observatoire de la Villa Carmela située à Algésiras, qui abrite une mission de renseignement militaire italien (SIM). Le SIM a également participé à l'organisation des deux bases , avec le personnel des trois forces armées; parmi eux les principaux Ranieri di Campello, qui après le 8 septembre 1943 ont participé à la campagne d'Italie dans le premier groupe motorisé.

## Chronologie des missions effectuées par Olterra
- 11 juillet 1942 : La nuit des plongeurs sont partis du navire vers la plage espagnole pour s'armer et prendre connaissance des cibles auprès des agents de la Villa Carmella. Ils repartent avec l'armement et 5 navires sont endommagés. La mission a réussi mais certains plongeurs et officiers ont été découverts et capturés.
- 13-14 juillet 1942 : 4 cargos ont été coulés.
- 5 décembre 1942 : les plongeurs partent pour couler les navires anglais (près du port de Gibraltar): Nelson, Formidable et Furious. La mission a échoué parce que les plongeurs ont été découverts et la réaction ennemie tue  3 soldats italiens.
- 8 mai 1943 : nouvelle attaque de navires alliés près du port de Gibraltar: le Pat Harrison, Mashud et Camerata , tous coulés.
- 3 août 1943 : attaque du navire Harrison Grey Otis', endommagé par l'unité SLC. En raison de problèmes mécaniques, le «maiale» de Ernesto Notari et Andrea Gianoli coule à une profondeur de 34 mètres. Après des moments de stupéfaction, Notari parvient à remettre le sien en service et, croyant Gianoli mort, parvient à retourner à la base. Andrea Gianoli a à son tour perdu de vue Notari et est resté dans l'eau pendant deux heures, espérant faciliter son éventuelle évasion. Il a ensuite demandé de l'aide à l'équipage du navire ciblé, qui l'a capturé. Chargée sur le navire, sous la surveillance d'un soldat anglais, la mine a explosé, causant de gros dégâts navire. Heureusement, il était du côté opposé du navire. Il a été emmené dans un camp de prisonniers en Angleterre, où il est resté jusqu'en 1947, tentant de s'échapper à trois reprises.
- 24 août 1943 : attaque de navires alliés également à Gibraltar. Sont coulés le pétrolier Thorshøvdi, les navires Stanridge et Harrison Grey Otis [1].

## Fin des missions de l'Olterra

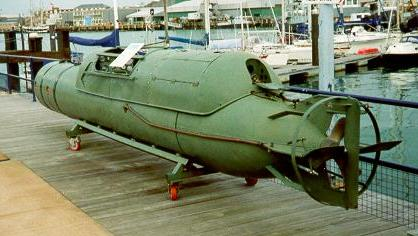
Siluro a lenta corsa

L'Italie se soumit aux conditions alliées le 8 septembre 1943. La guerre était finie, cette fois pour de bon, pour Olterra . Jusque-là, les forces britanniques à Gibraltar n'avaient aucune preuve établissant un lien entre la présence du pétrolier à Algésiras et les raids sur leurs navires. 
Les autorités espagnoles ont tenté de cacher les preuves, mais lorsque l'équipe de plongée de Lionel Crabb est montée à bord d' Olterra après l'armistice de Cassibile signée le 3 septembre 1943, elle a trouvé des pièces détachées provenant de trois torpilles différentes. Cela leur a permis de rassembler une torpille entièrement habitée, nommée Emily. L'engin a été perdu après six essais en haute mer. Crabb a rencontré certains de ses anciens ennemis après la guerre, y compris le dernier commandant de l' Ursa Major, le lieutenant Notari. 

### Reliques de l'Olterra
Bien que le navire ait été démoli en 1961 à Vado Ligure, quelques morceaux de son placage extérieur, portant le nom du navire et quelques hublots ont été récupérés et exposés au Musée naval italien de La Spezia, ainsi que d'autres artefacts de la Xe Flottiglia MAS(un bateau à moteur explosif d'assaut barchino et une torpille à équipage maiale).

### Filmographie
- Panique à Gibraltar (en italien : I sette dell'orsa maggiore), film franco-italien de Duilio Coletti, sorti en 1953.